# Багдаді Халед
Хале́д Багдаді́ (*7 жовтня 1912) — діяч робітничого руху країн Арабського Сходу.
З 1930 — член Компартії Сирії та Лівану. 
1930— 33 керував страйковою боротьбою в Сирії. 
З 1933 — генеральний секретар ЦК Компартії Сирії і Лівану. 
В роки французького панування в Сирії зазнавав переслідувань. 
1954—58 був депутатом сирійського парламенту. 
Багдаді переклав на арабську мову «Маніфест Комуністичної партії» Карла Маркса і Фрідріха Енгельса. Багдаді — автор ряду досліджень з арабської літератури і філософії та брошур на соціально-економічні теми. 
З 1958 Багдаді — ген. секретар ЦК Компартії Сирії.